# Joaquim Pinto
Pour les articles homonymes, voir Pinto.
Joaquim Pinto né le 20 juin 1957 à Porto est un acteur, un ingénieur du son et un réalisateur portugais.

## Biographie
Joaquim Pinto est atteint de l'hépatite C. En 1997, il apprend qu'il est également atteint du Sida. Affaibli par les deux maladies, il travaille une dernière fois avec André Téchiné pour son film Loin (2001) puis part sept ans sur l'île de Santa Maria, aux Açores avec son compagnon Nuno Leonel. Ensemble, ils deviennent cultivateurs, tandis que Pinto suit consécutivement deux traitements, qui échouent. Ils reviennent ensuite au Portugal, à une heure de Lisbonne, et Pinto entre dans un protocole de soins expérimental, très toxique. Il filme son expérience, qui donnera le film Et maintenant? sorti en France en 2014.

## Filmographie

### Comme acteur
- 1984 : Point de fuite de Raoul Ruiz
- 1987 : Relaçao fiel e verdadeira de Margarida Gil
- 2000 : Amour, piments et bossa nova de Fina Torres

### Comme réalisateur
- 1988 : Uma Pedra no Bolso (pt)
- 1989 : Onde Bate o Sol
- 1992 : Das Tripas Coração (pt)
- 1996 : Surfavela (documentaire)
- 1997 : Moleque de Rua (documentaire)
- 1998 : Com cuspe e com jeito se bota no cu do sujeito (documentaire)
- 1999 : Cidade Velha (documentaire)
- 2003 : Rabo de Peixe (documentaire tv)
- 2009 : Para cá dos Montes
- 2013 : Et maintenant (E Agora? Lembra-me) (documentaire), où il est également ingénieur du son
- 2015 : Le Chant d'une île (documentaire - remontage cinéma de Rabo de Peixe)

### Comme ingénieur du son
- 1982 : Visite ou Mémoire et confessions de Manoel de Oliveira
- 1984 : Les Amants terribles de Danièle Dubroux[2]
- 1986 : Le Roi des roses de Werner Schroeter
- 1986 : À fleur de mer de João César Monteiro
- 2000 : Blanche-Neige de João César Monteiro
- 2004 : Ma mère de Christophe Honoré
- 2013 : La bataille de Tabatô de João Viana

### Comme monteur
- 1999: Les Noces de Dieu de João César Monteiro

## Récompenses et distinctions
- 2014 : Prix de L'Âge d'or pour Et maintenant